# Czerniewice (stacja kolejowa)
Czerniewice – stacja kolejowa w Czerniewicach w gminie Choceń, w województwie kujawsko-pomorskim.

## Ruch pasażerski
| Rok  | Wymiana pasażerska na dobę |
| ---- | -------------------------- |
| 2017 | 100-149                    |
| 2022 | 100-149                    |

## Zawieszenie ruchu kolejowego w 2021
W grudniu wraz z wejściem w życie rozkładu jazdy PKP 2020/21 zostały zawieszone połączenia kolejowe regionalne na odcinku Włocławek - Kutno. Cięcia połączeń kolejowych dotknęły kilka tras kolejowych w województwie kujawsko - pomorskim. Za pociągi kursowały wówczas autobusy zastępcze. Po szybkiej reakcji podróżnych jak i samorządowców organizator Urząd Marszałkowski w Toruniu podjął decyzję, że od końca lutego przywróci kursowanie pociągów na linii Włocławek - Kutno przez Czerniewice.

## Obsługiwane połączenia
Stację kolejową w Czerniewicach obsługuje dwóch przewoźników tj. POLREGIO i  Łódzka Kolej Aglomeracyjna (stan na rok 2023). Pociągi uruchamiane są na zlecenie Urzędu Marszałkowskiego w Toruniu i Łodzi. Podróżni korzystając z pociągów na tej stacji mogą bezpośrednio dojechać do Włocławka, Torunia, Bydgoszczy, Kutna oraz Łodzi.